# عزیز عیسی
عزیز عیسی (انگلیسی: Aziz Issah؛ زادهٔ ۲۰ نوامبر ۲۰۰۵) بازیکن فوتبال اهل غنا است که به صورت قرضی از باشگاه فوتبال دریمز از موطنش، غنا، برای باشگاه فوتبال بارسلونا اتلتیک بازی می‌کند. 
وی همچنین در تیم ملی فوتبال زیر ۲۰ سال  غنا بازی کرده است.